# Tarenna
Tarenna is een geslacht van bomen en struiken uit de sterbladigenfamilie (Rubiaceae). Het geslacht telt ongeveer driehonderdzeventig soorten die voorkomen in de (sub)tropische delen van de Oude Wereld, van Afrika tot in het Pacifisch gebied.

## Enkele soorten
- Tarenna agumbensis Sundararaghaven
- Tarenna drummondii Bridson
- Tarenna luhomeroensis Bridson
- Tarenna monosperma (Wight & Arn.) Balakr.
- Tarenna nilagirica (Bedd.) Raju
- Tarenna quadrangularis Bridson

... · 
Afrocanthium · 
Asperula (Bedstro) · 
Atractocarpus · 
Belonophora · 
Bouvardia · 
Breonadia · 
Byrsophyllum · 
Callipeltis · 
Cephalanthus (Kogelbloem) · 
Chassalia · 
Cinchona · 
Coffea (Koffie) · 
Coprosma · 
Cruciata · 
Deppea · 
Galium (Walstro) · 
Gardenia · 
Genipa · 
Morinda · 
Nertera · 
Pentas · 
Plocama · 
Portlandia · 
Psydrax · 
Richardia · 
Rothmannia · 
Rubia · 
Rutidea · 
Rytigynia · 
Sabicea · 
Sarcocephalus · 
Sericanthe · 
Sherardia · 
Spermacoce · 
Tarenna · 
Tricalysia · 
Uncaria · 
Vangueria · 
Virectaria ·  
Wendlandia · 
...